# Too Hotty
Too Hotty — песня от лейбла Quality Control Music и хип-хоп-трио Migos.

## Предыстория
Сингл изначально был выпущен как «To Hotty», под именем только Migos. Позже его удалили из SoundCloud, и 25 августа 2017 трек был перевыпущен под названием «Too Hotty» от лица лейбла Quality Control, а Migos выступали в роли приглашённых артистов.

## Коммерческая оценка
Rap-Up описали сингл «высокоэнегричным». Питер Бэрри из XXL сказал, что на песне имеется «продакшен, холодный, как лёд» от Southside. Макс Уэйнштейн из того же XXL пометил её «мечтательной». Навджош из HipHop-N-More назвал песню «типичной звуковой дорожкой».

## Видеоклип
Видеоклип, срежиссированный Daps и Migos, вышел 25 августа 2017 года.

## Чарты
| Чарт (2017)                           | Высшая позиция |
| ------------------------------------- | -------------- |
| США (Billboard Hot 100)               | 91             |
| США (Billboard Hot R&B/Hip-Hop Songs) | 37             |
| США (Billboard Rhythmic)              | 39             |